# 三村伸太郎

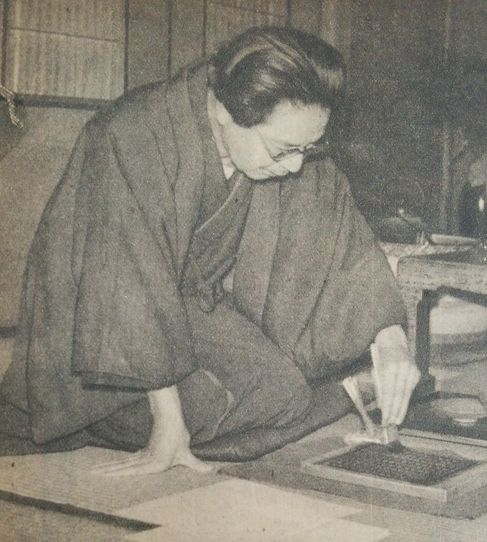
1948年

三村 伸太郎（みむら しんたろう、明治30年（1897年）10月1日 - 昭和45年（1970年）4月29日）は、日本の脚本家である。本名は岩井（いわい）姓。トーキー黎明期の京都にかつて存在した脚本家集団「鳴滝組」に参加、映画史に名を残す。

## 来歴
1897年（明治30年）10月1日、岡山市に生まれる。上京して、明治大学に入学するも、中退する。
1926年（大正15年）、松竹下加茂撮影所に入社する。松竹キネマが配給提携をしていた衣笠貞之助の衣笠映画連盟に脚本を提供し、1927年（昭和2年）、オリジナル脚本『道中双六駕籠』で脚本家デビューする。1928年（昭和3年）、東京・巣鴨町（現在の豊島区西巣鴨）の河合映画製作社に移籍した。マキノ・プロダクションを退社して河合に来ていた曾根純三監督の『東海道膝栗毛 第一篇 地獄から這上った弥次喜多』、その弟子・鈴木桃作監督の『次郎吉三度笠』などの杉狂児主演作からはじまって、脚本を量産し、2年間に21本が映画化された。曾根とのタッグが多かった。
1930年（昭和5年）、マキノにオリジナル脚本を2本提供、マキノ正博・久保為義共同監督作『運命線上に躍る人々』、滝沢英輔監督作『南極に立つ女』として公開された。同年、帝国キネマに入社、菊池寛原作の『赤い白鳥』や郡司次郎正原作の『マダムニッポン』、中村武羅夫原作の『嘆きの都』などを1931年（昭和6年）までに手がけた。
1932年（昭和7年）には、前年に東亜キネマから等持院撮影所を引き継いだ東活映画社でわずか半年あまりで11本の脚本を量産し、同年9月の同社の解散に際して、元東亜キネマ等持院撮影所長だった高村正次が東亜キネマを買収して設立した宝塚キネマ御室撮影所に移り、3本を書き、1933年（昭和3年）には葉山純之輔の葉山映画連盟のために2本書いて、浪人の身となる。
そのころ、三村は、河合時代の仲間であった脚本家の八尋不二や監督の鈴木桃作、マキノで脚本を提供した滝沢英輔らと同じ地域に住んでいた。そこを彼らは近代以前の名称で「鳴滝村」（京都市右京区鳴滝音戸山町）と呼んでいた。「鳴滝村」に集った同世代の脚本家・藤井滋司、監督の稲垣浩、山中貞雄とその助監督の萩原遼とともに、1934年（昭和9年）、脚本集団「鳴滝組」を結成、共同ペンネームを「梶原金八」と命名した。同年11月29日に公開された山中貞夫監督の『雁太郎街道』は、三村にとっての初めてのトーキー作品であったが、原案は「鳴滝組」で考えた（「梶原金六」名義）。同年、三村は日活太秦撮影所に入社する。
翌1935年（昭和10年）になると、映画界は、謎の新進脚本家「梶原金八」の話題で持ちきりとなった。それと同時にこの時期の三村は、山中や稲垣の監督作に多く取り組み、荒井良平、池田富保の作品を手がけ、充実していた。1936年（昭和11年）いっぱいで日活を退社する。1937年（昭和12年）に三村が手がけた『人情紙風船』を撮って山中監督は出征、翌年には戦死してしまうのでこれが遺作となった。「鳴滝組」もその役割を終えた。
その後の三村は、東宝で脚本を書き続け、第二次世界大戦後の1947年（昭和22年）には新東宝の設立に参加した。1964年（昭和39年）の稲垣監督の『がらくた』（東宝）を最後に引退するまで、基本的には新東宝に作品を提供し続けた。
1970年（昭和45年）4月29日、死去。72歳没。

## 人物・エピソード
三村や鳴滝組は「梶原金八」仲間でよく旅行したが、あるところで三村を見た旅館女中が「どこかでお見かけしたような・・・」と言った。このとき三村は縫紋の羽織に袴姿だったので、山中貞雄が「知らんのかこの人を、広沢虎造師匠だよ」と言うと急に待遇が良くなり、「師匠、師匠」ともてはやされた。ところが悪いことはできず、虎造師匠の大ファンという宿の女中頭が大喜びでやってきたためバレてしまった。それ以来三村は「師匠」という綽名になってしまった。
オールバックに丸眼鏡、無髭という風体で、いつも和服だった。稲垣浩によると「三村伸太郎の立小便は人の三倍も時間がかかった」といい、一緒にいてよく待たされた。あるとき東銀座を酔って歩いていて、「チ、ちょっと待ってくれ」と三村が袴の裾をまくりだした。たいていなら「関東のつれ小便」と一緒に並んでするところ、場所が場所だからと稲垣はぶらぶら歌舞伎座の方へ歩き出した。振り返ったが例によって長小便は終わっていなかった。すると警官らしい人影が三村に近づくので慌てて稲垣は駆け戻ったが、そのときには警官は彼方に行き過ぎていた。
稲垣が「悪いのに見つかったな」というと、三村は用を済ませてスカーッとした顔つきで「やっぱりお江戸だね、いいとこあるよ」と言う。「立ち小便の現行犯だよ」と聞くと、三村は「なにしてるッて言うからこっちも度胸をきめて、ごらんの通りです、済ンませんと言ったところ流石はお江戸八丁堀の旦那だネ、言ったセリフが気にいったよ、片足上げてやんなさい、だと」と答えた。つまり「犬なら見逃してやろう」という洒落である。
自分の描くシナリオに対しては厳しかった。あるとき三村は稲垣に、「監督は一度使った手でも、役者が変わったり少し趣向を変えれば蒸し返しができるけれど、シナリオ作家は同じセリフを二度は使えない」と言ったことがあった。山中貞雄の死後には、故人を偲んで「山中会」の発起人の一人になっている。
弟子に池宮彰一郎がいる。

## おもなフィルモグラフィ
- 道中双六駕籠　1927年　監督衣笠貞之助、撮影杉山公平、主演風間宗六　※脚本家デビュー
- 東海道膝栗毛 第一篇 地獄から這上った弥次喜多　1928年　監督曾根純三、主演杉狂児
- 次郎吉三度笠　1928年　監督鈴木桃作、撮影大井幸三、主演杉狂児
- 運命線上に躍る人々　1930年　監督マキノ正博・久保為義、撮影三木稔、主演横沢四郎
- 南極に立つ女　1930年　監督滝沢英輔、撮影木村角山、主演砂田駒子
- 赤い白鳥　1930年　監督印南弘、原作菊池寛、撮影小原譲治、主演歌川八重子
- マダムニッポン　1931年　監督高見貞衛、原作郡司次郎正、撮影鍋本栄三、主演歌川八重子
- 嘆きの都　1931年　監督曾根純三、原作中村武羅夫、撮影三木稔、主演森静子
- 雁太郎街道　1934年　監督山中貞雄、原作梶原金六、撮影石本秀雄、主演片岡千恵蔵　※初のトーキー作品
- 丹下左膳余話 百萬両の壺　1935年　監督山中貞雄、助監督萩原遼、原作林不忘、撮影安本淳、主演大河内伝次郎、喜代三
- 関の弥太ッぺ　1935年　監督稲垣浩・山中貞雄、原作長谷川伸、潤色梶原金八、撮影松村禎三・竹村康和、主演大河内伝次郎
- 河内山宗俊　1936年　監督・原作山中貞雄、撮影町井春美、主演河原崎長十郎
- 南国太平記　1937年　監督並木鏡太郎、原作直木三十五、撮影玉川正夫・安本淳、主演大河内伝次郎
- 人情紙風船　1937年　監督山中貞雄、原作河竹黙阿弥、撮影三村明、主演河原崎長十郎
- 上州鴉　1951年　監督冬島泰三、脚本新藤兼人、撮影竹村康和、主題歌瀬川伸、主演大河内傳次郎　※原作
- 血槍富士　1955年　製作大川博、企画マキノ光雄・玉木潤一郎、企画協力伊藤大輔・小津安二郎・清水宏、監督内田吐夢、脚色八尋不二・民門敏雄、原作井上金太郎、撮影吉田貞次、主演片岡千恵蔵
- 番場の忠太郎 1955年 監督中川信夫、原作長谷川伸、撮影岡戸嘉外、主演若山富三郎、山田五十鈴
- がらくた　1964年　監督・脚本稲垣浩、共同脚本井手雅人、撮影山田一夫、主演市川染五郎　※遺作

## ビブリオグラフィ
- 『三村伸太郎創作シナリオ集』、洛陽書院、1942年

## 関連事項
- 衣笠映画連盟 （衣笠貞之助）
- 河合映画製作社 （河合徳三郎）
- マキノ・プロダクション （牧野省三）
- 帝国キネマ
- 東活映画 - 宝塚キネマ
- 葉山映画連盟 （葉山純之輔）
- 日活京都撮影所
- J.O.スタヂオ、P.C.L.映画製作所 - 東宝 - 新東宝
- 梶原金八

## 註
1. ↑  立命館大学衣笠キャンパスの「マキノ・プロジェクト」サイト内の「菅家紅葉氏談話」の記述を参照。
2. ↑  
『ひげとちょんまげ』（稲垣浩、毎日新聞社刊）
3. ↑  『日本映画の若き日々』（稲垣浩、毎日新聞社刊）